# Valse zandzegge
De valse zandzegge of schaduwzegge (Carex reichenbachii, synoniem:Carex pseudobrizoides) is een overblijvend kruid dat behoort tot de cypergrassenfamilie (Cyperaceae). Bij de schaduwvormen zijn de stengels aanvankelijk rechtopstaand, maar buigen bij het afrijpen sterk voorover tot ze bijna plat op de grond liggen. De valse zegge wordt wel gezien als een hybride ontstaan uit de soortskruising Carex arenaria (zandzegge) en Carex brizoides (trilgraszegge). De soort lijkt veel op de zandzegge, maar is iets groter. De bloeiwijze van de valse zandzegge is langer, 4 - 7 cm, tegenover 2 - 3 cm bij die van de trilgraszegge. De plant komt van nature voor in West-Europa, maar vooral in Midden-Europa. De soort staat op de Nederlandse Rode lijst van planten als zeldzaam tot zeer zeldzaam.
De plant wordt 30 - 80 cm hoog en heeft een lange, 1,5 - 2 mm dikke wortelstok. De stengels zijn driekantig. De boogvormig overhangende, 2 - 3 mm brede bladeren zijn vrij slap en kunnen 100 cm lang worden.
De plant bloeit in april, mei en juni. Vaak bloeit de plant echter niet. De 4 - 7 cm lange bloeiwijze heeft meest tweeslachtige, 5 - 12 gekromde, lichtbruine aren. Het onderste schutblad is veel korter dan de bloeiwijze. De lichtbruine kafjes zijn korter dan het rijpe urntje en hebben een groene kiel. Het vruchtbeginsel heeft twee stempels. De lancetvormige, 5 mm lange en 1,5 - 2 mm brede urntjes hebben vrij smalle vleugels en zijn duidelijk generfd. Het urntje is een soort schutblaadje dat geheel om de vrucht zit.
De geelbruine vrucht is een 2 mm lang en 1 mm breed, lensvormig nootje met regelmatig gebogen randen.

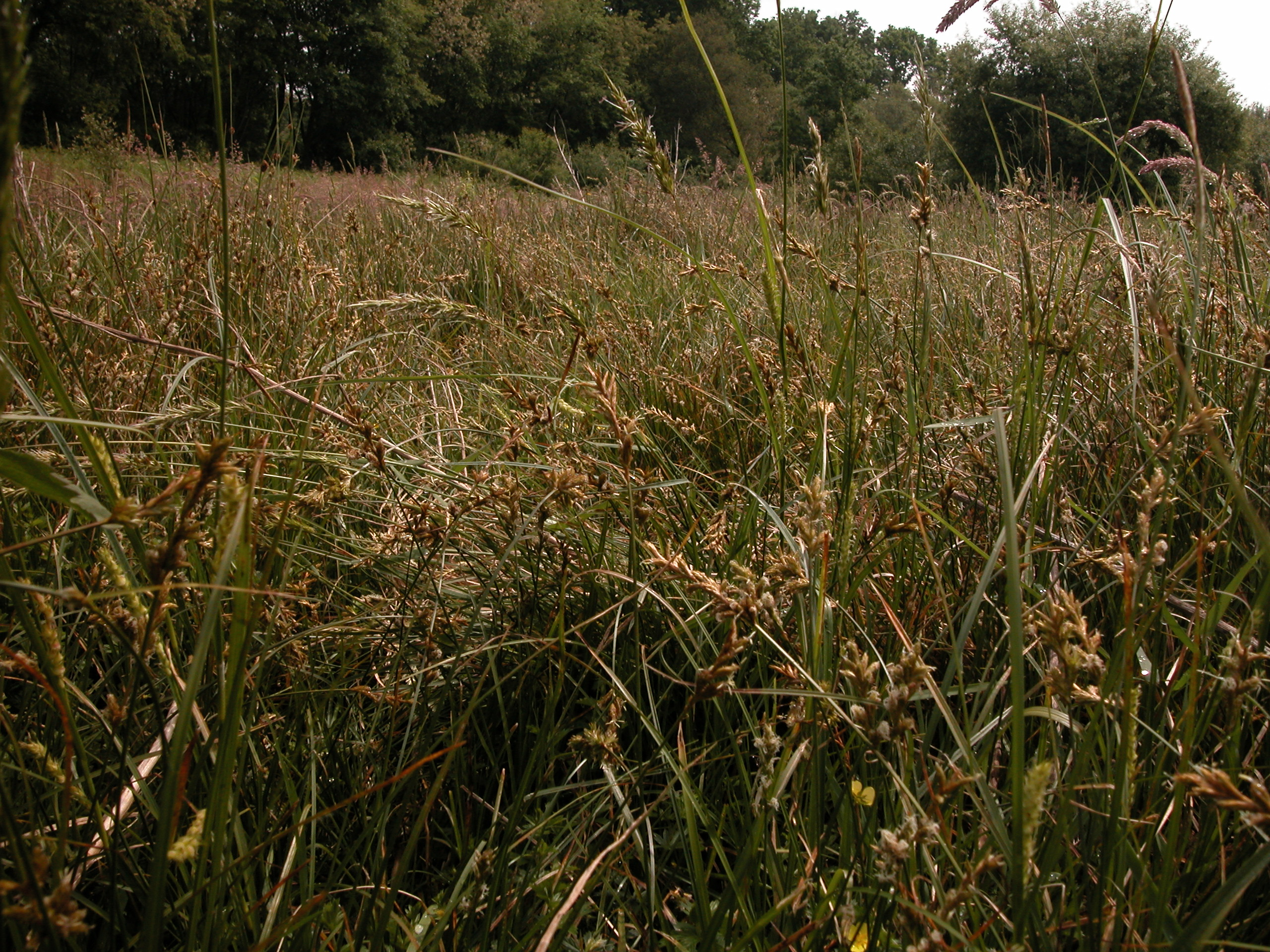
Planten
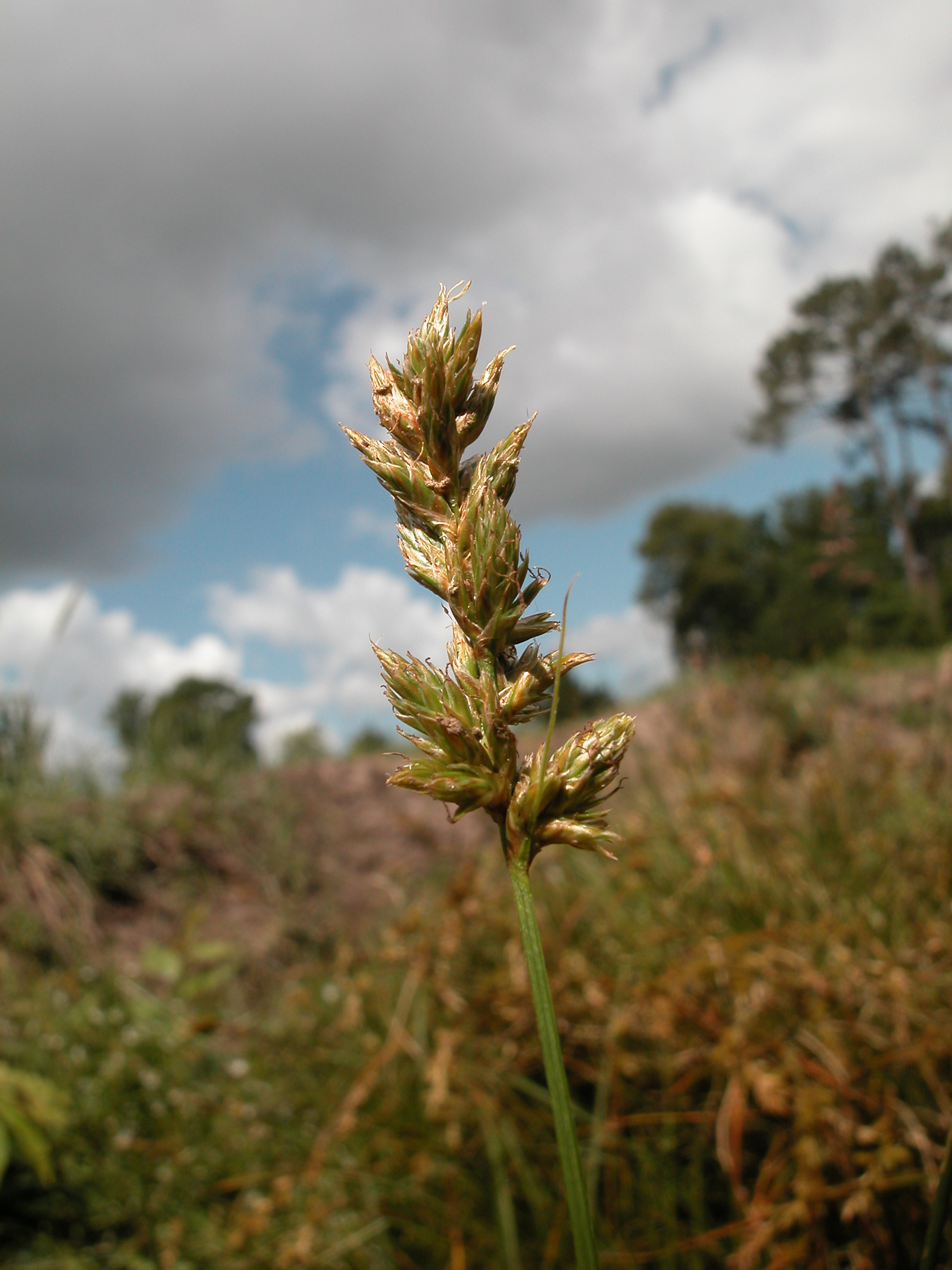
Bloeiwijze
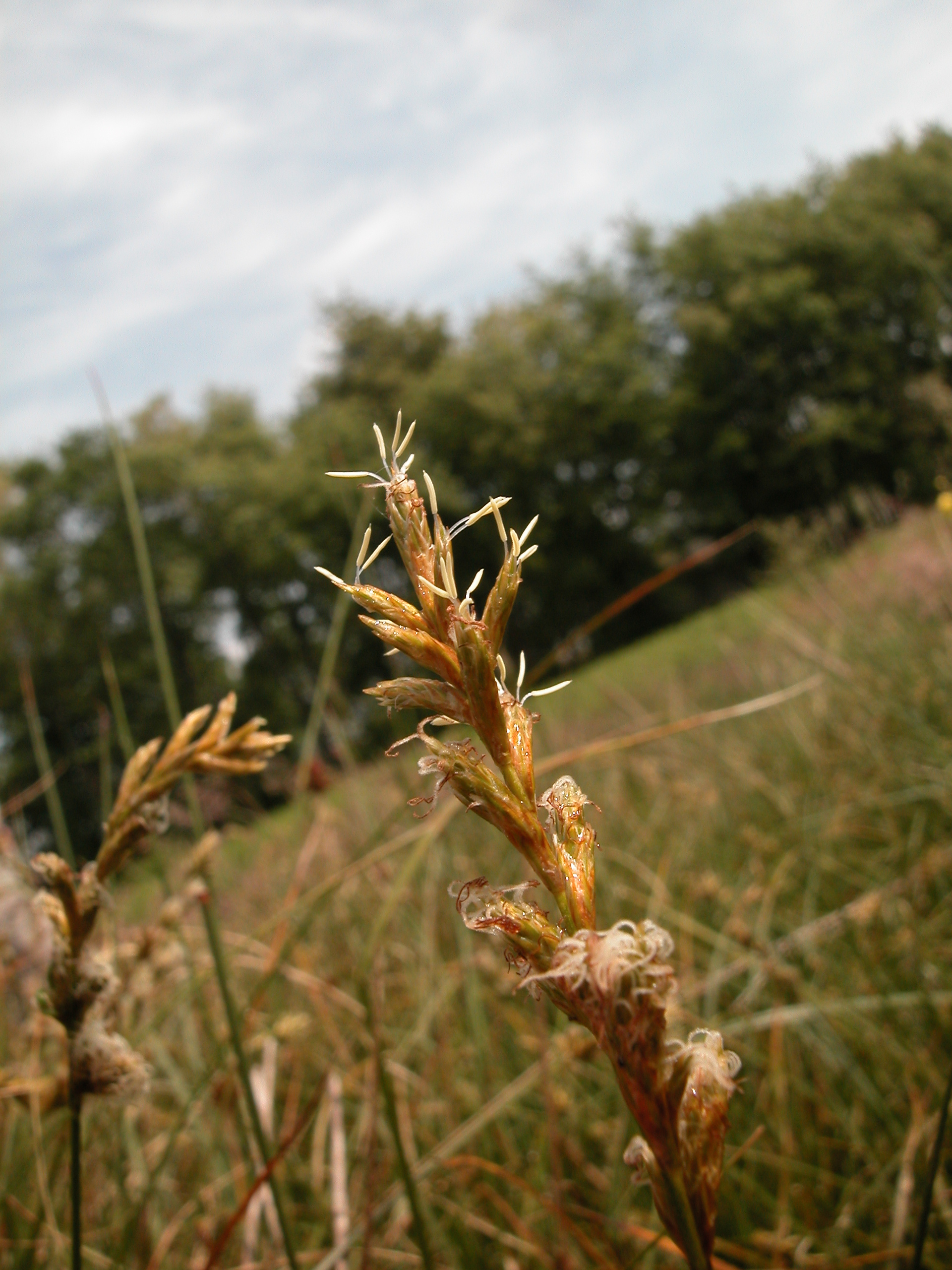
Bloeiwijze

De valse zandzegge komt voor op licht beschaduwde plaatsen op droge, zure, kalkloze zandgrond in droge bossen en in beschaduwde wegbermen.